# Malges
Malges ist ein Stadtteil von Hünfeld im osthessischen Landkreis Fulda.
Der Stadtteil Malges liegt, von Wald umgeben, an den nördlichen Ausläufern der Rhön und gehört zum Biosphärenreservat Rhön, und zwar 5,6 km östlich und 2,4 km nördlich von Hünfeld.

## Geschichte

### Ortsgeschichte
Bekanntermaßen erstmals urkundlich erwähnt wird das Dorf im Jahr 1151 als „Alegozes“ (Hof des Adalgoz). 1750 wurde eine Kapelle und in den Jahren 1929 bis 1931 eine katholische Filialkirche erbaut.
Zum 1. Februar 1971 wurde die bis dahin selbständige Gemeinde Malges im Zuge der Gebietsreform in Hessen auf freiwilliger Basis in die Stadt Hünfeld eingemeindet.
Für Malges wurde, wie für die übrigen bei der Gebietsreform nach Hünfeld eingegliederten Gemeinden, ein Ortsbezirk gebildet.
Im Jahr 2001 fand in Malges das 850-Jahr-Fest statt. 2005 wurde der im Rahmen der Dorferneuerung geplante Bolzplatz fertiggestellt. Malges verfügt über eine Vielzahl von Vereinen: Die Freiwillige Feuerwehr und ihre Jugendfeuerwehr sind bei zahlreichen Wettkämpfen angetreten und erreichten stets Platzierungen im vorderen Teilnehmerfeld. Der Heimat- und Kulturverein e. V. wurde während der Dorferneuerung gegründet und veranstaltet eine Vielzahl von Aktivitäten.

### Verwaltungsgeschichte im Überblick
Die folgende Liste zeigt die Staaten und Verwaltungseinheiten, denen Malges angehört(e):
- vor 1803: Heiliges Römisches Reich, Hochstift Fulda, Amt Fürsteneck
- 1803–1806: Heiliges Römisches Reich, Fürstentum Nassau-Oranien-Fulda, Fürstentum Fulda, Amt Eiterfeld
- 1806–1810: Kaiserreich Frankreich, Fürstentum Fulda (Militärverwaltung)
- 1810–1813: Großherzogtum Frankfurt, Departement Fulda, Distrikt Eiterfeld
- ab 1816: Kurfürstentum Hessen, Großherzogtum Fulda, Amt Eiterfeld
- ab 1821/22: Kurfürstentum Hessen, Provinz Fulda, Kreis Hünfeld[7][Anm. 2]
- ab 1848: Kurfürstentum Hessen, Bezirk Fulda
- ab 1851: Kurfürstentum Hessen, Provinz Fulda, Kreis Hünfeld
- ab 1867: Norddeutscher Bund[Anm. 3], Königreich Preußen, Provinz Hessen-Nassau, Regierungsbezirk Kassel, Kreis Hünfeld
- ab 1871: Deutsches Reich, Königreich Preußen, Provinz Hessen-Nassau, Regierungsbezirk Kassel, Kreis Hünfeld
- ab 1918: Deutsches Reich, Freistaat Preußen, Provinz Hessen-Nassau, Regierungsbezirk Kassel, Kreis Hünfeld
- ab 1944: Deutsches Reich, Freistaat Preußen, Provinz Kurhessen, Landkreis Hünfeld
- ab 1945: Amerikanische Besatzungszone, Groß-Hessen, Regierungsbezirk Kassel, Landkreis Hünfeld
- ab 1946: Amerikanische Besatzungszone, Hessen, Regierungsbezirk Kassel, Landkreis Hünfeld
- ab 1949: Bundesrepublik Deutschland, Hessen, Regierungsbezirk Kassel, Landkreis Hünfeld
- ab 1971: Bundesrepublik Deutschland, Hessen, Regierungsbezirk Kassel, Landkreis Hünfeld, Stadt Hünfeld[Anm. 4]
- ab 1972: Bundesrepublik Deutschland, Hessen, Regierungsbezirk Kassel, Landkreis Fulda, Stadt Hünfeld

## Bevölkerung
Einwohnerentwicklung
- 1812: 22 Feuerstellen, 190 Seelen[1]

| Malges: Einwohnerzahlen von 1812 bis 2015 | Malges: Einwohnerzahlen von 1812 bis 2015 | Malges: Einwohnerzahlen von 1812 bis 2015 | Malges: Einwohnerzahlen von 1812 bis 2015 | Malges: Einwohnerzahlen von 1812 bis 2015 |
| --- | ----------------------------------------- | ----------------------------------------- | ----------------------------------------- | ----------------------------------------- |
| Jahr |                                           |                                           |                                           | Einwohner                                 |
| 1812 | 1812                                      |                                           | 190                                       | 190                                       |
| 1834 | 1834                                      |                                           | 176                                       | 176                                       |
| 1840 | 1840                                      |                                           | 163                                       | 163                                       |
| 1846 | 1846                                      |                                           | 169                                       | 169                                       |
| 1852 | 1852                                      |                                           | 165                                       | 165                                       |
| 1858 | 1858                                      |                                           | 180                                       | 180                                       |
| 1864 | 1864                                      |                                           | 171                                       | 171                                       |
| 1871 | 1871                                      |                                           | 138                                       | 138                                       |
| 1875 | 1875                                      |                                           | 162                                       | 162                                       |
| 1885 | 1885                                      |                                           | 171                                       | 171                                       |
| 1895 | 1895                                      |                                           | 183                                       | 183                                       |
| 1905 | 1905                                      |                                           | 165                                       | 165                                       |
| 1910 | 1910                                      |                                           | 154                                       | 154                                       |
| 1925 | 1925                                      |                                           | 188                                       | 188                                       |
| 1939 | 1939                                      |                                           | 182                                       | 182                                       |
| 1946 | 1946                                      |                                           | 237                                       | 237                                       |
| 1950 | 1950                                      |                                           | 271                                       | 271                                       |
| 1956 | 1956                                      |                                           | 230                                       | 230                                       |
| 1961 | 1961                                      |                                           | 235                                       | 235                                       |
| 1967 | 1967                                      |                                           | 236                                       | 236                                       |
| 1970 | 1970                                      |                                           | 243                                       | 243                                       |
| 1980 | 1980                                      |                                           | ?                                         | ?                                         |
| 1990 | 1990                                      |                                           | ?                                         | ?                                         |
| 2000 | 2000                                      |                                           | ?                                         | ?                                         |
| 2011 | 2011                                      |                                           | 270                                       | 270                                       |
| 2015 | 2015                                      |                                           | 258                                       | 258                                       |
| Datenquelle: Historisches Gemeindeverzeichnis für Hessen: Die Bevölkerung der Gemeinden 1834 bis 1967. Wiesbaden: Hessisches Statistisches Landesamt, 1968. Weitere Quellen: LAGIS; Stadt Hünfeld; Zensus 2011 |                                           |                                           |                                           |                                           |

Einwohnerstruktur 2011
Nach den Erhebungen des Zensus 2011 lebten am Stichtag, dem 9. Mai 2011, in Malges 270 Einwohner. Darunter waren 3 (1,1 %) Ausländer.
Nach dem Lebensalter waren 57 Einwohner unter 18 Jahren, 108 zwischen 18 und 49, 51 zwischen 50 und 64 und 54 Einwohner waren älter.
Die Einwohner lebten in 105 Haushalten. Davon waren 24 Singlehaushalte, 30 Paare ohne Kinder und 45 Paare mit Kindern, sowie 6 Alleinerziehende und 3 Wohngemeinschaften. In 24 Haushalten lebten ausschließlich Senioren und in 69 Haushaltungen lebten keine Senioren.
Religionszugehörigkeit
| • 1885: | 171 katholische (= 100 %) Einwohner                               |
| • 1961: | 17 evangelische (= 7,23 %), 218 katholische (= 92,77 %) Einwohner |

## Politik
Für Malges besteht ein Ortsbezirk (Gebiete der ehemaligen Gemeinde Malges) mit Ortsbeirat und Ortsvorsteher nach der Hessischen Gemeindeordnung. Der Ortsbeirat besteht aus sieben Mitgliedern. Bei den Kommunalwahlen in Hessen 2021 betrug die Wahlbeteiligung zum Ortsbeirat 75,0 %. Alle Kandidaten gehörten der „Einheitsliste Malges“ an. Der Ortsbeirat wählte Norbert Quanz zum Ortsvorsteher.

## Infrastruktur
Den öffentlichen Personennahverkehr stellt die Lokale Nahverkehrsgesellschaft Fulda mit der Buslinie 70 sicher.
Obwohl Malges zu Hünfeld gehört, besuchen die in Malges lebenden Kinder und Jugendlichen bis zum Abschluss der Mittelstufe meist die Lichtbergschule in Eiterfeld.